# Frank Heinen
Frank Heinen (Utrecht, 1985) is een Nederlandse auteur, sportjournalist en podcastmaker.

## Biografie
Heinen werd geboren in Utrecht. In die stad studeerde hij moderne letterkunde waarop hij in 2012 afstudeerde.
Hij begon zijn journalistieke carrière in 2012 bij HP/De Tijd. In de jaren erna publiceerde hij onder andere voor de Volkskrant, Hard gras, De Muur, De Revisor, HP/De Tijd en in België voor De Morgen.
In het voorjaar van 2014 verscheen zijn eerste boek getiteld Uit Koers, een verhalenbundel over bijzondere levensverhalen van profwielrenners. Een vergelijkbaar boek, maar dan over voetballers publiceerde hij enkele jaren later onder de titel Buiten de lijnen. In 2019 volgde zijn debuutroman, getiteld De zaak Tom.
In 2019 werd Heinen verkozen tot sportjournalist van het jaar. Voor zijn boek Buiten de lijnen ontving hij in datzelfde jaar de prijs voor Staantribune Voetbalboek van het jaar en de Nico Scheepmaker voor Beste Sportboek.
In 2021 deed Heinen mee met het quizprogramma De slimste mens. Hij behaalde daar met 663 seconden de hoogste dagscore ooit. In de "grande finale" verloor hij uiteindelijk van acteur Jacob Derwig.
Vanaf 2022 maakte hij deel uit van de vaste kern van wielerpodcast De Rode Lantaarn. Hij verving daar de vertrokken medeoprichter Willem Dudok.
In 2025 won hij alsnog de "grande finale" van het 25e seizoen van De slimste mens, tevens de laatste aflevering waaraan Philip Freriks en Maarten van Rossem meewerkten.

## Publicaties
| Jaar | Titel                                                                 | Uitgever                 | ISBN              | Notitie                         |
| ---- | --------------------------------------------------------------------- | ------------------------ | ----------------- | ------------------------------- |
| 2010 | Mijn studententijd. Verhalen over de mooiste tijd van je leven        | Veen                     | 978-90-204-1054-9 | Samenstelling door Frank Heinen |
| 2014 | Uit koers. Bijzondere wielerlevens                                    | Nieuw Amsterdam Uitgever | 978-90-468-1737-7 |                                 |
| 2016 | De kleine Heinen.Zakwoordenboek voor iedereen die weleens koers kijkt | De Muur                  | 978-94-6231-024-7 |                                 |
| 2019 | Buiten de lijnen                                                      | Das Mag                  | 978-94-93168-08-4 |                                 |
| 2019 | De zaak Tom                                                           | De Bezige Bij            | 978-94-031-0460-7 |                                 |
| 2024 | Uit Koers 2 - bijzondere wielerlevens                                 | Das Mag                  | 978-94-933-2084-0 |                                 |
| 2025 | Reizen is onzin                                                       | Das Mag                  | 978-94-933-9930-3 |                                 |